# 小池菊江
小池 菊江（こいけ きくえ、1919年 - 2000年12月30日）は、日本の浪曲の曲師。京都府京都市下京区出身。本名は小池 シズ。
母が浪曲の雲井式部。1931年に母・雲井式部に入門し雲井菊江。当初は浪曲の修行を積んだが、1934年に曲師に転向。1960年に小池菊江と改名。同時に初代京山幸枝若の曲師を務める。その後の藤信初子との二丁三味線で息の合った芸を披露した。幸枝若没後は3代目広沢駒蔵の曲師として活躍。

## 註
1. ↑  兄・妹が浪曲師という家庭、妹は2代目天中軒雲月（後の伊丹秀子）